# Vadym Hutcajt
Vadym Markovyč Hutcajt (in ucraino Вадим Маркович Гутцайт?; Kiev, 6 ottobre 1971) è un ex schermidore sovietico, vincitore di una medaglia d'oro nella scherma ai giochi olimpici.